# Keratolysis plantare sulcatum
 Keratolysis plantare sulcatum är en bakteriell infektion på trampdynan på foten, den kännetecknas genom små hål/kratrar i foten.  Keratolysis plantare sulcatum smittar inte utan uppkommer spontant vid dåligt fothygien.

## Behandling
De vanligaste huskurerna som rekommenderas är:
- Hålla fötterna torra.
- Inte använda samma skor mer än 24timmar.
- Tvätta fötterna med antibakteriell tvål dagligen.
- Använda antiperspirant på fötter och i skor.